# Barthélemy Gillard
Barthélemy Gillard (* 24. Mai 1935 in Hermée (Provinz Lüttich)) ist ein ehemaliger belgischer Radrennfahrer und nationaler Meister im Radsport.

## Sportliche Laufbahn
Gillard war im Bahnradsport aktiv. Er war Teilnehmer der Olympischen Sommerspiele 1960 in Rom. In der Mannschaftsverfolgung schied Belgien mit Romain De Loof, Barthélemy Gillard, Frans Melckenbeeck und Charles Rabaey gegen Uruguay im Vorlauf aus.
Bei den nationalen Meisterschaften im Bahnradsport gewann er 1960 den Titel in der Einerverfolgung der Amateure. 
1961 wurde er Berufsfahrer und blieb bis 1962 als Radprofi aktiv. 1961 und 1962 wurde er in Belgien Vize-Meister in der Einerverfolgung der Profis hinter Petrus Oellibrandt.